# Варлаам (Козуля)
Епископ Bарлаам (в миру Пётр Карпович Козуля; 1 (13) июля 1871, село Байбузовка, Балтский уезд, Подольская губерния — 10 октября 1937, Оренбург) — епископ Русской православной церкви, епископ Оренбургский и Тургайский.

## Биография
Родился 1 (13) июля 1871 года в зажиточной крестьянской семье села Байбзовки Подольской губернии (ныне Одесская область). Обучался в церковно-приходской школе. Образование пополнял в Коржовецком монастыре Подольской епархии.
15 (27) января 1886 года принят послушником в Коржовецкий Рождественско-Богородицкий монастырь Подольской епархии. Там он с 30 января (11 февраля) 1886 по 8 (20) января 1893 года проходил послушание пономаря, а с 3 (15) января 1893 по 16 (28) августа 1896 года — церковного уставщика и письмоводителя.
20 августа (1 сентября) 1897 года был переведён в Грановский Преображенский монастырь той же епархии, где 25 октября (6 ноября) 1898 года настоятелем обители игуменом Мелетием был облачён в рясофор, а 29 июля (11 августа) 1901 года пострижен в монашество с именем Варлаам. 26 сентября (9 октября) 1901 году возведён в сан иеродиакона. 13 (26) декабря 1903 года возведён в сан иеромонаха.
30 апреля (13 мая) 1905 года, во время русско-японской войны был командирован на Дальний Восток в город Никольск, где проходил службу в Уссурийском сводном госпитале, окормляя раненых, в городских лечебных заведениях. 20 ноября, вследствие расформирования госпиталя, был откомандирован к прежнему месту служения.
В 1907 году был командирован в город Балту для устроения монастыря от Подольского епархиального ведомства. Вновь созданная обитель получила имя преподобного Феодосия Великого. С 30 июня (13 июля) 1907 года Варлаам управлял монастырём в качестве наместника. В 1908 году братии Балтско-Феодосиевского монастыря пришлось противостоять секте «иннокентьевцев».
В 1923 году архимандрит Варлаам был переведён настоятелем в Бершадский Спасо-Преображенский монастырь Подольской губернии. В 1925 году был арестован харьковским ОГПУ, находился под следствием, но по недостатку доказательств осужден не был.
В августе 1926 года в Бершадском Спасо-Преображенском монастыре епископами Сергием (Куминским), Феодосием (Ващинским) и Иоасафом (Жеваховым) тайно хиротонисан во епископа Бершадского, викария Киевской епархии.
В 1927 году выслан в Харьков. С октября 1928 года жил в Браилове Жмеринского района Винницкой области. После ареста епископа Амвросия (Полянского), временно управлял и Подольской епархией.
В условиях смятения умов, распространения обновленчества, распространения множества «пророчеств» об уже пришедшем антихристе и скором конце света призывал паству к трезвенной молитвенной жизни, называя такие взгляды шарлатанством. C 1928 года временно управлял Винницкой епархией.
17 января 1931 года арестован по обвинению в создании «церковно-сектантской организации» и заключён в тюрьму в Виннице. 17 июля 1931 года постановлением особого совещания при Коллегии ГПУ УССР выслан в Карагандинскую область Казахстана на 3 года.
С 27 марта 1934 года — епископ Златоустовский, викарий Свердловской епархии. С 23 августа 1934 года — епископ Сарапульский, викарий Кировской епархии. С 17 января 1935 года — епископ Осинский, викария Пермской епархии. В 1935 году посетил в Москве Заместителя Патриаршего Местоблюстителя Сергия (Страгородского). С 27 мая 1935 года — епископ Марийский, викарий Горьковской епархии. С 29 января 1937 года — епископ Сызранский. С 23 мая 1937 года — епископ Оренбургский и Тургайский.
2 августа 1937 года арестован по обвинению в активном участии в «контрреволюционной монархическо-повстанческой организации». Заключён в тюрьму в Оренбурге. 9 октября приговорён тройкой УНКВД по Оренбургской области к расстрелу. Расстрелян 10 октября 1937 года в Зауральной роще вблизи Оренбурга. Место погребения неизвестно.